# Herman Haugen
Herman Haugen, né le 25 avril 2000 en Norvège, est un footballeur norvégien qui évolue au poste d'arrière droit au Viking FK.

## Biographie

### En club
Né en Norvège, Herman Haugen commence le football au Hana IL (en) avant d'être formé par le Viking FK, qu'il rejoint à l'âge de treize ans. Mais il ne réalise pas ses débuts en professionnel avec ce club. Il rejoint le FK Vidar (en) en mai 2019, où il est prêté. Il fait ensuite son retour au Viking FK et signe son premier contrat professionnel le 6 février 2020. 
Le 26 juin 2020, Haugen est prêté jusqu'à la fin de l'année au Ullensaker/Kisa IL.
Il joue son premier match en professionnel pour le Viking FK le 9 mai 2021, lors de la première journée de la saison 2021 d'Eliteserien face au SK Brann. Il entre en jeu à la place de Sondre Bjørshol (en) et son équipe s'impose par trois buts à un.
Après avoir prolongé de deux ans son contrat avec le Viking FK, Herman Haugen est prêté le 31 août 2021 au Raufoss IL jusqu'à la fin de l'année.
Haugen inscrit son premier but pour le Raufoss IL le 9 mai 2022, lors d'une rencontre de championnat face au Bryne FK. Titularisé, il ouvre le score et participe à la victoire de son équipe par deux buts à zéro.
Il fait ensuite son retour au Viking FK. Le 7 août 2022, il inscrit son premier but pour le club, face au Sandefjord Fotball, pour ce qui est également sa première réalisation en Eliteserien. Les deux équipes se neutralisent ce jour-là (2-2 score final).